# Ислам во Франции
Ислам во Франции — вторая по числу приверженцев и значению религия Франции и первая по темпам роста. Важнейшим культовым объектом мусульман во Франции является основанная в 1926 году и ныне контролируемая властями Алжира Парижская соборная мечеть. 

Доля мусульман в разных странах
<1% (Украина, Белоруссия, Польша, Чехия, Финляндия, Венгрия, Португалия, Ирландия, Молдавия, Словакия, Румыния, Армения, Эстония, Латвия, Литва, Исландия, Мальта, Монако)
1%-2% (Андорра, Хорватия)
2%-4% (Италия, Испания, Норвегия, Сербия, Словения, Люксембург)
4%-5% (Великобритания, Греция, Дания, Лихтенштейн)
5%-10% (Германия, Франция, Швеция, Австрия, Швейцария, Бельгия, Нидерланды)
10%-20% (Россия, Болгария, Грузия, Черногория)
20%-30% (Кипр)
30%-40% (Македония)
40%-50% (Босния и Герцеговина)
80%-90% (Албания)
90%-95% (Косово)
95%-100% (Турция, Азербайджан)

## История ислама во Франции
Мусульмане пришли во Францию из Испании в 717 году, заняв Аквитанию и в 719 году Нарбонну. На территории Франции произошла в 732 году историческая битва при Пуатье. Продвижение мусульман на север было остановлено франкскими войсками под командованием Карла Мартелла. Исламские владения в Европе на протяжении следующих семи с половиной веков удалось ограничить Испанией, где началась Реконкиста.
В 888 году в южной Франции была основана арабская колония Фраксинет, просуществовавшая почти 100 лет.
В дальнейшем долгое время во Франции мусульман практически не было. В XIX — начале XX веках к Франции территорий были присоединены территории со значительным мусульманским населением — Алжира, Туниса, Марокко. Массовый приток мусульман на территорию собственно Франции произошел в годы Первой мировой войны, когда для защиты страны было набрано большое количество выходцев из Северной Африки. Некоторые из них после заключения мира остались во Франции. В 1926 году была открыта Парижская соборная мечеть в память о солдатах-мусульманах, погибших в Первую мировую войну.
В январе 2015 года в Париже произошло нападение террористов на офис редакции французского сатирического еженедельника Charlie Hebdo (рус. «Шарли́ Эбдо́»). В результате стрельбы погибло 12 человек, ранено 11. Главные подозреваемые в совершении террористического акта братья Саид и Шериф Куаши 9 января были уничтожены французским спецназом в ходе спецоперации.
Спустя несколько месяцев, в апреле 2015 года данным Французского национального союза книжных магазинов, продажи книг об исламе в первом квартале 2015 года увеличились в 3 раза по сравнению с аналогичным кварталом 2014 года. По словам директор журнала Philosophie Фабриса Гершеля: «Французы задают все больше и больше вопросов, и их все меньше устраивают ответы, получаемые ими из СМИ».

## Мечети

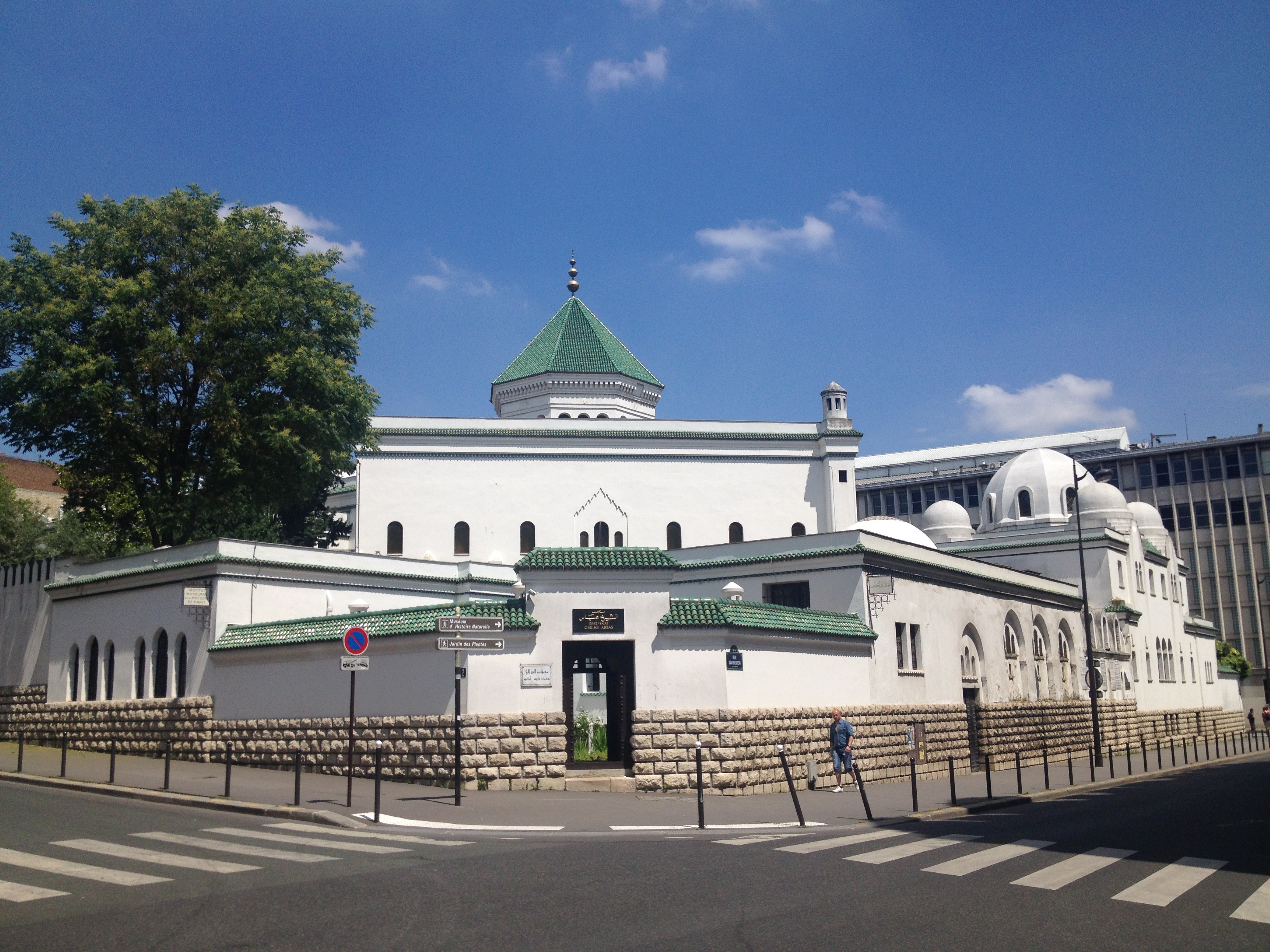
Парижская соборная мечеть (2014)

По данным главы Совета мусульман Франции Далиля Абу Бакра на начало 2015 году во Франции действовало 2200 мечетей. По его мнению, существующее количество мечетей не удовлетворяло духовные нужды 7 миллионов мусульман Франции. В связи с этим Совет мусульман потребовал увеличить численность мечетей во Франции. Данное требование поддержал министр, отвечающий за реформы государственных институтов, Тьерри Мандо и Совет епископов Франции. Со своей стороны, вице-президент ультраправой партии «Национальный фронт» Флориан Филиппо заявил, что во Франции имеется достаточное количество мусульманских культовых сооружений, указав, что мечети являются рассадниками экстремизма.

## Религия и светское общество
С 80-х годов XX века для Франции становятся характерны всё более массовые проявления исламской религиозности со стороны иммигрантов и их детей, причём особенно явно это проявилось в школах, куда мусульманские девочки приходили в традиционных мусульманских платках — хиджабах. Ещё в 1989 в одной из парижских школ две 14-летние девочки отказались сменить хиджабы на светскую одежду, как того требовал устав учебного заведения. С тех пор у них появились тысячи последовательниц, многие из которых ради своих религиозных убеждений вообще отказывались от светского обучения.
В июле 2003 была создана правительственная комиссия по вопросам взаимоотношений религии и государства. Началась широкая кампания против хиджаба, «визуального символа подавления женщины». Мусульманки оказались перед непростым выбором: либо поступиться религиозным требованием, либо прекратить учёбу.
В декабре 2003 президент Франции Жак Ширак в телеобращении к французской нации заявил: «Секуляризация — одно из главных достижений Французской Республики. Она является ключевым элементом социального взаимодействия и единства нации. Республика выступает против всего, что разделяет, отрезает и исключает. Закон объединяет разнородное, потому что уравнивает в правах всех людей, отказываясь от дискриминации по полу, происхождению, цвету кожи или религии. Надо быть бдительным, чтобы вовремя предотвратить опасный откат назад».

## Крупные мусульманские общественные организации Франции
В настоящее время во Франции действует несколько крупных мусульманских общественных организаций. С 1983 года действует Союз исламских организаций Франции, который с 2014 года включен властями ОАЭ в список террористических группировок.
В 2003 году образован Французский совет по делам мусульманского вероисповедания, в котором по итогам выборов 2013 года преобладают марокканские делегаты, но его главой является имам Парижской соборной мечети. В 2006 году при поддержке Марокко создано Объединение французских мусульман. Обе организации связаны друг с другом.

## Иностранное финансирование ислама во Франции
Мусульманская община во Франции получает некоторое финансирование из-за рубежа. Причем зачастую между властями других стран наблюдается своего рода «соперничество» за право поддерживать мусульманские учреждения. Например, Парижская соборная мечеть с 1982 года официально получает содержание от властей Алжира. Кроме того, Алжир выделил средства на возведение мечетей в
Туре и в Тулузе, и на мечеть в Марселе, а также оплатил подготовку французских имамов. Король Марокко Мухаммед VI выделил средства на завершение строительства мечети в Блуа, на мечети в Страсбурге и в Сент-Этьене.

## Протесты
В январе 2004 во Франции прошли массовые антиправительственные демонстрации мусульман, протестующих против планируемого принятия закона о светском характере общества, который должен был запретить школьникам в государственных школах носить предметы одежды, символизирующие их религиозную принадлежность. К демонстрациям мусульман присоединились французские сикхи, которые также считают, что их религиозным чувствам нанесено оскорбление.
Демонстрации, в которых приняли участие десятки тысяч человек, шли под лозунгами: «Хиджаб и паранджа — мой выбор!», «Ширак, ты не сорвешь с меня чадру!» Одновременные акции протеста были проведены во многих странах Европы и мира. С предостережениями в адрес Франции выступили представители зарубежных мусульманских организаций.
Однако демонстрации и протесты не смогли помешать принятию закона о светском характере общества 15 марта 2004 года. Согласно закону, в госучреждениях и школах теперь запрещено носить любые знаки, демонстрирующие религиозную принадлежность, — большие кресты, хиджабы, чалмы, еврейские кипы или сикхские тюрбаны. Судя по опросам общественного мнения, закон поддержали две трети населения Франции.
Продолжая борьбу против политики французского правительства и парламента, исламские активисты вывели её на общеевропейский уровень. В июле 2004 в Лондоне состоялась международная конференция с участием 250 делегатов из 14 стран, где было принято решение начать политическую кампанию по лоббированию интересов мусульман в Европарламенте.
Запрет на ношение религиозных символов, принятый во Франции осудил, в числе других, мэр Лондона Кен Ливингстон, который считает, что новый закон представляет собой шаг в сторону религиозной нетерпимости.
20 августа 2004 года «Исламской армией в Ираке» были захвачены два французских журналиста. Повстанцы потребовали в обмен на заложников отменить принятый закон.